# Дејтон (Пенсилванија)
Дејтон (енгл. Dayton) град је у америчкој савезној држави Пенсилванија.

## Демографија
По попису из 2010. године број становника је 553, што је 10 (1,8%) становника више него 2000. године.
| Група             | 2000.        | 2010.       |
| Белци             | 543 (100,0%) | 540 (97,6%) |
| Афроамериканци    | 0 (0,0%)     | 0 (0,0%)    |
| Азијати           | 0 (0,0%)     | 2 (0,4%)    |
| Хиспаноамериканци | 0 (0,0%)     | 0 (0,0%)    |
| Укупно            | 543          | 553         |